# Bowral
Bowral (/ˈbaʊrəl/) est une ville australienne située dans le comté de Wingecarribee, en Nouvelle-Galles du Sud. Sa population s'élève à 12 949 habitants en 2016.

## Géographie
Située à 118 km de Sydney, au pied du mont Gibraltar, qui culmine à 863 m, elle est considérée comme le principal centre commercial des Hautes Terres du sud.

## Toponymie
Anciennement orthographié Bowrall, le nom de la ville pourrait dériver d'un terme aborigène signifiant « haut et large ».

## Histoire
Bowral est le siège d'une municipalité avant le 1er janvier 1981, quand elle fusionne avec le comté de Wingecarribee.

## Personnalités liées à la commune
- Sir Donald Bradman : le joueur de cricket y a passé son enfance. Un musée lui est d'ailleurs consacré.
- Pamela L. Travers : l'auteure de Mary Poppins y a passé une partie de son enfance.
- Arthur Upfield : l'écrivain a passé une partie de sa vie et est décédé dans la commune.
- John Kerin : homme politique australien y est né.